# Tadeusz Marian Nowak
Tadeusz Marian Nowak (ur. 24 czerwca 1917 w Krakowie, zm. 28 maja 2010) – polski historyk wojskowości i mediewista.

## Życiorys
Absolwent historii Uniwersytetu Jagiellońskiego (1947). W latach 1945–1951 pracował jako asystent na macierzystej uczelni, w latach 1951–1958 był sekretarzem naukowym Komisji Wojskowo-Historycznej Ministerstwa Obrony Narodowej. Od 1958 do 1991 pracownik Biura Historycznego Wojska Polskiego, następnie Wojskowego Instytutu Historycznego w Zakładzie Historii Dawnego Wojska Polskiego. Jeden z niewielu cywili w obu instytucjach. Doktorat w 1970 na UW (Arsenały artylerii koronnej w latach 1632–1655; promotor: Stanisław Herbst). Profesor nauk humanistycznych od 1982 roku.
Przez wiele lat był ekspertem historycznym teleturnieju Wielka gra.
W 1998 został odznaczony Krzyżem Komandorskim Orderu Odrodzenia Polski (M.P. z 1998, nr 20, poz. 304).

## Publikacje
- Walki z agresją zakonu krzyżackiego w okresie jednoczenia państwa polskiego, Warszawa: Wydawnictwo Ministerstwa Obrony Narodowej 1952.
- (redakcja) Józef Bem, Uwagi o rakietach zapalających, przygot. do dr. Tadeusz Nowak i Jan Lasota, Warszawa: Wydawnictwo Ministerstwa Obrony Narodowej 1953.
- Polska sztuka wojenna w czasach Odrodzenia, Warszawa: Wydawnictwo Ministerstwa Obrony Narodowej 1955.
- Cztery wieki polskiej książki technicznej 1450–1850, Warszawa: Państ. Wydaw. Techn. 1961.
- Polskie wojskowe piśmiennictwo techniczne do roku 1764, Warszawa: Wydawnictwo Ministerstwa Obrony Narodowej 1961.
- (redakcja) Kazimierz Siemienowicz, Wielkiej sztuki artylerii część pierwsza, tekst łac. do druku przygot. oraz tł. na jęz. pol. dokonał Rudolf Niemiec, red. nauk., wstęp i koment. Tadeusz Nowak, Warszawa: Wydawnictwo Ministerstwa Obrony Narodowej 1963.
- Z dziejów techniki wojennej w dawnej Polsce, Warszawa: Wydawnictwo Ministerstwa Obrony Narodowej 1965.
- (współautor: Jan Wimmer), Dzieje oręża polskiego 963–1945, t. 1: Dzieje oręża polskiego do roku 1793, Warszawa: Wydawnictwo Ministerstwa Obrony Narodowej 1968.
- Kazimierz Siemienowicz : ok. 1600–ok. 1651, Warszawa: Wydawnictwo Ministerstwa Obrony Narodowej 1969.
- (redakcja) Andrzej dell’Aqua, Praxis ręczna działa, z rękopisów do dr. przygotował oraz wstępem i koment. opatrzył Tadeusz Nowak, Wrocław: Zakład Narodowy im. Ossolińskich Wydawnictwo PAN 1969 (wyd. 2 – Oświęcim: Napoleon V 2016).
- Polska technika wojenna XVI–XVIII w., Warszawa: Wydawnictwo Ministerstwa Obrony Narodowej 1970.
- Wojna trzynastoletnia 1454–1466, Warszawa: Wydaw. Ministerstwa Obrony Narodowej 1974.
- Władysław Łokietek – polityk i dowódca, Warszawa: „Książka i Wiedza” 1978.
- (współautor: Jan Wimmer), Historia oręża polskiego 963–1795, Warszawa: „Wiedza Powszechna” 1981.
- (redakcja) Jan Tarnowski, Consilium rationis bellicae, wstęp napisał Janusz Sikorski, tekst dzieła do dr. przygot. oraz notą wydawniczą, komentarzem i słownikiem opatrzył Tadeusz Marian Nowak, Warszawa: Wydaw. Min. Obrony Narodowej 1987.
- Rozwój techniki rakietowej w świetle europejskich traktatów XIII–XVII wieku, Warszawa: „Retro-Art” 1995.
- (współautorzy: Paweł Komorowski, Jarosław Kurkowski), Z dziejów Ziemi Lidzkiej, Warszawa: „Retro-Art” 1997.
- Polskie tłumaczenia europejskiej literatury wojskowej dokonane w XVI–XVIII wieku, Warszawa: Wydawnictwo Retro-Art 2000.
- (redakcja) Józef Naronowicz-Naroński, Kartografia: o delineacyjach miejsc różnych i czynieniu map geographice, rękopis z 1659 roku do dr. przygot. oraz wstępem i komentarzem opatrzył Tadeusz Marian Nowak, Białystok: Ośrodek Badań Historii Wojskowej MW 2002.
- (redakcja) Listy Jacoba Caro do uczonych polskich (1862–1902), zebrał, oprac. i wstępem opatrzył Ryszard Ergetowski, red. nauk. Tadeusz M. Nowak, tłumaczenia: Życie i twórczość Jakoba Caro – Eduard Merian, Słowo wstępne oraz biogramy adresatów – Jan Obermeier, Warszawa: Wydawnictwo Retro-Art 2005.
- Dawne wojsko polskie: od Piastów do Jagiellonów, Warszawa: Dom Wydawniczy Bellona 2006.